# Famicom Disk System
Il Family Computer Disk System (ファミリーコンピュータ ディスクシステム?, Famirī Konpyūta Disuku Shisutemu), meglio noto come Famicom Disk System (abbreviato FDS), è una periferica prodotta da Nintendo per la console Family Computer e distribuita esclusivamente in Giappone tra il 1986 e il 1993. Consente di eseguire giochi su floppy disk anziché su cartuccia.
Grazie alla vasta libreria di giochi, in Giappone sono state vendute 4,5 milioni di Famicom Disk System, di cui mezzo milione nei primi tre mesi dal lancio.

## Storia
La periferica fu immessa sul mercato all'inizio del febbraio 1986, dopo alcuni anni di sviluppo e un accordo con la Mitsumi per l'utilizzo del formato Quick Disk, allo scopo di risparmiare sulla circuiteria richiesta per la produzione delle cartucce, dando inoltre la possibilità ai programmatori di sviluppare titoli dalle meccaniche più complesse (e dalla longevità superiore), che necessitavano quindi di una capienza maggiore rispetto a una normale cartuccia, e di dare la possibilità al giocatore di salvare i propri progressi.
Venne progettata anche la pubblicazione per il mercato USA, tuttavia a causa di una serie di problemi tecnici come dischetti senza protezioni in metallo, cinghie del meccanismo facilmente usurabili, il prezzo della periferica decisamente alto e la versatilità dei floppy disk che si dimostrarono congeniali allo sviluppo della pirateria informatica, portarono alla dismissione della periferica  nel 1993, ma nonostante tutto Nintendo ha continuato a offrire supporto per la riparazione dell'accessorio fino al 2007.

## Caratteristiche
Il Famicom Disk System si collega al Famicom tramite RAM Adapter, una speciale cartuccia che permette alla console di eseguire giochi memorizzati su speciali floppy disk. La periferica poteva essere alimentata tramite sei batterie C o mediante cavo.
Il formato floppy permetteva di creare videogiochi di dimensioni maggiori rispetto a quelli memorizzati su cartucce. 
La periferica aggiunge inoltre un canale audio in più per la sintesi di suoni in FM.
Oltre alla normale vendita al dettaglio dei dischetti, una mossa audace della Nintendo fu l'installazione, nei negozi giapponesi, di distributori automatici chiamati Disk Writer, che permettevano ai clienti di comprare dischetti vuoti a 2000¥ e farci registrare sopra un gioco a scelta per altri 500¥. Lo stesso dischetto poteva in seguito essere sovrascritto con un nuovo gioco, quando ci si era stancati del precedente, spendendo soltanto i 500¥.
Un'altra idea innovativa fu l'installazione delle macchine Disk Fax, sparse per il Giappone, che permettevano agli utenti di inviare per via telematica alla Nintendo i propri punteggi migliori per competizioni di giochi come F-1 Race o Golf Japan Course, organizzate a partire dal 1987.

### Supporti di memoria

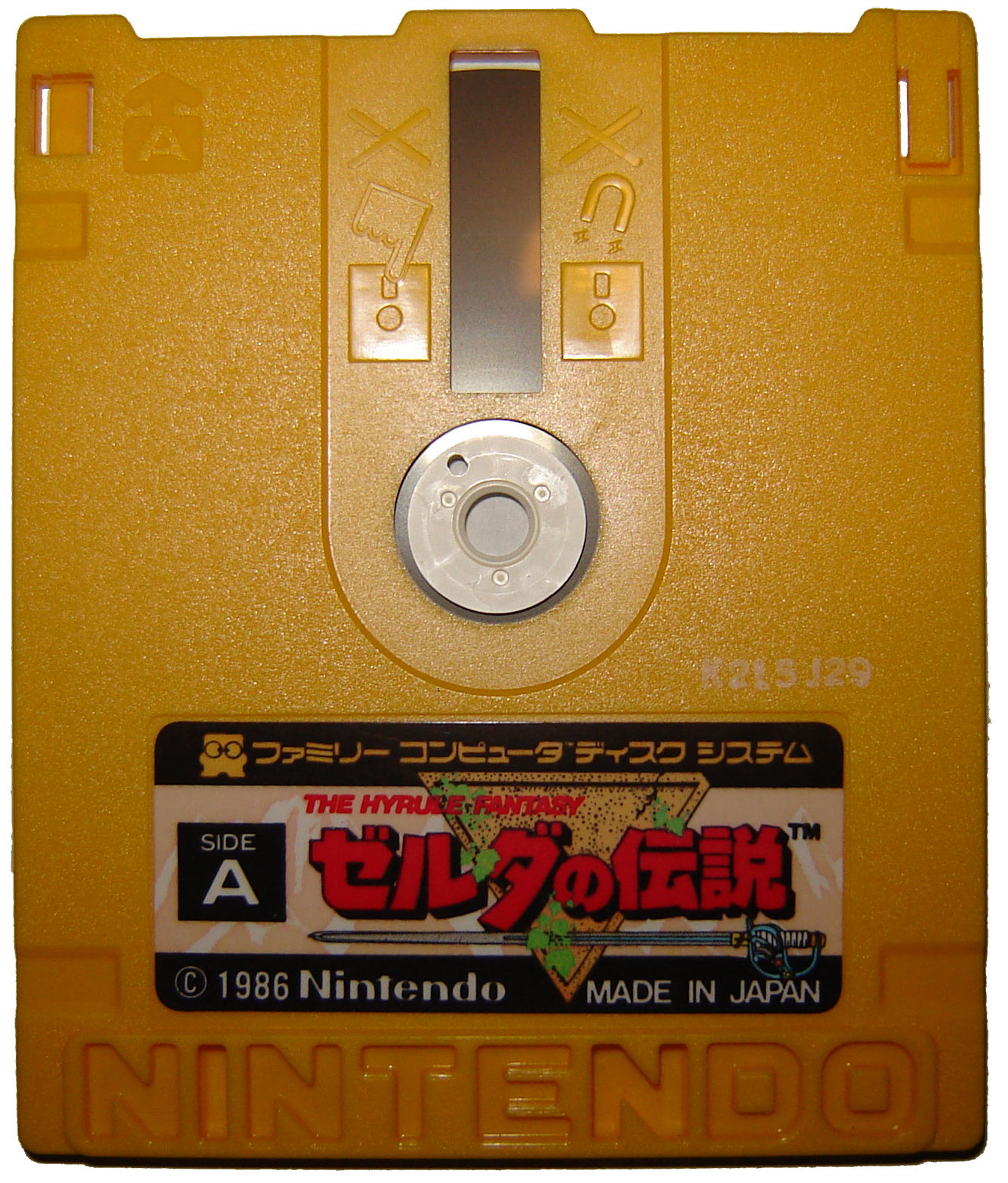
Il disco di Legend of Zelda

I floppy disk utilizzati dall'FDS sono in formato proprio e non standard: 2,8" × 3", a doppia faccia, per un totale di 112 kB di dati. Sono chiamati Disk Card e sono derivati dai Quick Disk della Mitsumi, utilizzati all'epoca in alcuni home computer e strumenti musicali, ma dotati di un guscio differente.

## Twin Famicom
Nel 1986 la Sharp produsse il Twin Famicom, una console uscita nel solo Giappone, che combina in un pezzo unico il Disk System e il Famicom; comprende inoltre un'uscita video SCART, assente nel Famicom modello base, il quale comprende solo un connettore antenna. La schermata del menù fu inoltre modificata sostituendo la scritta Nintendo con la scritta Famicom.

## Mascotte
Diskun o Disk-kun (traducibile "signor disco" o "ragazzo disco") era la mascotte del Famicom Disk System. Apparve in qualsiasi copertina di ogni manuale del Disk System, e sulle confezioni dei relativi giochi. Appare come un buffo omino di colore giallo (lo stesso colore dei floppy disk del Disk System a cui somiglia), provvisto soltanto di due grossi occhi posti al centro del volto. La sua prima apparizione all'interno di un gioco è nel titolo per Disk System Smash Ping Pong!. Fu poi il protagonista del rompicapo Janken Disk Jō. Fece inoltre apparizioni minori nei videogiochi Golf Japan Course, Golf US Course, Nakayama Miho no Tokimeki High School, Janken Disk Shiro, e come trofeo in Super Smash Bros. Melee.
La Nintendo produsse inoltre una versione del Game & Watch di Super Mario Bros. con custodia a forma di Diskun. Fu prodotta in edizione limitata nel 1987 come premio per una competizione di Famicom Grand Prix: F-1 Race.

## Videogiochi
Secondo la rivista Retro Gamer vennero prodotti circa 184 videogiochi per Famicom Disk System, che salgono a 212 se si contano le riedizioni con etichetta oro. La banca dati di Famicomworld.com riporta 247 titoli, dei quali 210 prodotti con licenza di Nintendo.
I titoli di lancio pubblicati per la piattaforma furono sette: Baseball, Golf, Mahjong, Soccer, Super Mario Bros., Tennis, The Legend of Zelda.
Rispetto alle cartucce dei tempi del lancio del FDS, i dischi riscrivibili avevano diversi vantaggi: prezzo circa dimezzato (2500-3000¥), capacità doppia per giochi più elaborati, e l'inedita possibilità di salvare la partita.
Nelle intenzioni della Nintendo, i giochi Famicom migliori sarebbero stati esclusivi del Disk System, e così fu effettivamente, almeno nei primi anni di vita del sistema; titoli ambiziosi come Metroid, The Legend of Zelda, Kid Icarus, Castlevania e Super Mario Bros. 2 erano novità del FDS che ne assicurarono il successo, e uscirono anche in versioni su cartuccia solo diverso tempo dopo.
I giochi usciti sia in versione Disk System sia in versione cartuccia per NES/Famicom sono circa 38.
La rivista Retro Gamer seleziona come i migliori giochi per FDS Tobidase Daisakusen, Otocky, Falsion, Super Mario Bros. 2 e Zelda no Densetsu.